# Настюк Михайло Миколайович
Михайло Миколайович Настюк (нар. 15 квітня 1947) — український радянський діяч, новатор виробництва, начальник цеху Запорізького автомобільного заводу «Комунар» виробничого об'єднання АвтоЗАЗ Запорізької області. Член Ревізійної Комісії КПУ в 1986—1990 роках.

## Біографія
Освіта вища. Член КПРС.
У 1970-х — 1990-х роках — начальник цеху Запорізького автомобільного заводу «Комунар» виробничого об'єднання АвтоЗАЗ Запорізької області.
Потім — на пенсії в місті Запоріжжі.

## Нагороди
- орден «Знак Пошани» (10.06.1986)
- ордени
- медалі